# Distretto di Sanamxay
Il distretto di Sanamxay è uno dei cinque distretti (mueang) della provincia di Attapeu, nel Laos.  Ha come capoluogo la città di Sanamxay.